# Schmalwanzen
Schmalwanzen (Blissidae) sind eine Familie der Wanzen (Heteroptera). Sie zählte bis vor der Revision der Pentatomomorpha mit Schwerpunkt der Lygaeoidea durch Henry im Jahr 1997 als Unterfamilie zu den Bodenwanzen (Lygaeidae) und wurde danach in den Familienrang gestellt. Sie umfasst 50 Gattungen und ungefähr 435 Arten. In Europa sind 10 Arten vertreten, von denen zwei auch in Mitteleuropa auftreten.

## Merkmale
Die Familie umfasst ein großes Spektrum unterschiedlich großer Arten. Dieses reicht von kurzen und kräftig gebauten Arten bis hin zu solchen, die lang und schlank sind. Der Körper ist mit feinen Dörnchen beflaumt. Die Stigmen des Hinterleibs liegen fast alle dorsal, lediglich das siebte ist auf der Ventralseite. Bei den Männchen trägt das Körpersegment mit den Genitalien einen Tuberkel, das Spermareservoir hat flügelartige Anhängsel. Die Duftdrüsenöffnungen am Hinterleib der Nymphen liegen zwischen dem vierten und fünften, sowie dem fünften und sechsten Tergum. Die Hemielytren sind nicht oder nur schwach punktförmig strukturiert. Nicht selten treten auch brachyptere Individuen auf, deren Flügel verkürzt sind. Bei manchen Arten existieren überhaupt nur brachyptere Tiere. Häufig sind die Hemielytren bei ihnen zu nur kurzen, schuppenartigen Resten zurückgebildet.

## Verbreitung und Lebensraum
Die Familie ist weltweit verbreitet, fehlt allerdings auf Neuseeland. Sie besitzt ihren Verbreitungsschwerpunkt in den Tropen. Die Regionen mit der größten Zahl von Endemiten finden sich im Süden Afrikas und auf Madagaskar, in der Orientalis und den tropischen Teilen von Mittel- und Südamerika, wobei endemische Gattungen vor allem in der Neotropis auftreten. 36 der 50 beschriebenen Gattungen umfassen jeweils nur fünf oder weniger Arten; 19 Gattungen davon sind monotypisch. Alle diese kleinen Gattungen haben eine relativ kleine Verbreitung. Nur die Gattung Ischnodemus ist nahezu weltweit (mit Schwerpunkt in den Tropen) verbreitet.

## Lebensweise
Die Wanzen leben vor allem an Monokotyledonen. Sie tun dies häufig versteckt basal in der Spalte zwischen Blattscheide und dem Halm. Anders als die meisten anderen Arten der Lygaeoidea, die granivor an Samen saugen, saugen die Schmalwanzen stattdessen an den vegetativen Teilen der Pflanzen. Sie sind dabei überwiegend monophag, ernähren sich also nur von einer bestimmten Pflanzenart, oder saugen an wenigen, nahe verwandten Arten. Der Großteil der Arten lebt auf Süßgräsern (Poaceae), einige wenige auf Sauergrasgewächsen (Cyperaceae) und Restionaceae. Einzelne Nachweise von Arten gibt es aber auch an Ingwerartigen (Zingiberales), Binsengewächsen (Juncaceae), Lilienartigen (Liliales), Rohrkolbengewächsen (Typhaceae) und Igelkolben (Sparganiaceae). Eine Reihe von Arten tritt an Gräsern (insbesondere Gerste, Mais, Hirse, Hafer, Roggen, Sorghumhirsen und Weizen, aber auch an Gräsern für die Zucker- bzw. Alkoholproduktion, Rasen und Viehfutter) als Schädling auf. Hier sind insbesondere polyphage Arten von größter wirtschaftlicher Bedeutung.

## Taxonomie und Systematik
Carl Stål beschrieb das Taxon 1862 als Taxon oberhalb des Gattungsranges als „Blissida“. Slater definierte die Monophylie der Gruppe und beließ den Rang einer Unterfamilie innerhalb der Bodenwanzen (Lygaeidae). Nach einer Revision der Pentatomomorpha mit Schwerpunkt der Lygaeoidea durch Henry im Jahr 1997 wurde die Unterfamilie Blissinae inklusive der Slaterellinae in den Familienrang gestellt. Sie steht nach dessen Ansicht in einem Schwesterverhältnis zu einem Taxon, das die Lygaeidae, Piesmatidae, Cryptorhamphidae, Cymidae, Ninidae, Malcidae, Colobathristidae und Berytidae umfasst.
Die Familie wird in zwei Unterfamilien unterteilt:
- Unterfamilie Blissinae
- Unterfamilie Slaterellinae

In Europa sind folgende Gattungen und Arten verbreitet: 
- Gattung Blissus
  - Blissus putoni Jakovlev, 1875
- Gattung Dimorphopterus
  - Dimorphopterus blissoides (Baerensprung, 1859)
  - Dimorphopterus brachypterus (Rambur, 1839)
  - Dimorphopterus doriae (Ferrari, 1874)
  - Dimorphopterus spinolae (Signoret, 1857)
- Gattung Ischnodemus
  - Ischnodemus caspius Jakovlev, 1871
  - Ischnodemus genei (Spinola, 1837)
  - Ischnodemus quadratus Fieber, 1837
  - Ischnodemus sabuleti (Fallen, 1826)
  - Ischnodemus suturalis Horvath, 1883

## Belege